# Domain (szoftverfejlesztés)

A szoftverfejlesztésben a domain egy egy számítógépes program specifikus szakterületét jelenti. Formálisan egy adott programozási projekt céltárgyát képviseli, akár szűk, akár tág értelemben. Például egy adott programozási projekt esetében, amelynek célja egy program létrehozása egy adott kórház számára, akkor ez a kórház lenne a domain (tartomány). Vagy a projekt hatóköre kibővíthető úgy, hogy minden kórházra kiterjedjen.:352 Egy számítógépes programtervezés során a domaint úgy definiáljuk, hogy meghatározunk egy sor közös követelményt, terminológiát és funkciót bármely szoftverprogram számára, amelyet a számítógépes programozás során felmerülő problémák megoldására készítenek, ezt nevezzük domain tervezésnek. A "domain" szó az alkalmazási terület szinonimájaként is használatos.
A szoftverfejlesztés területén a tartomány (domain) általában arra a tématerületre utal, amelyre az alkalmazást szánják. Más szóval, az alkalmazásfejlesztés során a tartomány a "tudás és tevékenység köre, amely köré az alkalmazás logikája épül". – Andrew Powell-Morse
Domain: A tudás, befolyás vagy tevékenység köre. Az a témakör, amelyre a felhasználó egy programot alkalmaz, az a szoftver tartománya. – Eric Evans 

## Fordítás
Ez a szócikk részben vagy egészben  a   Domain (software engineering) című angol Wikipédia-szócikk ezen változatának fordításán alapul.  Az eredeti cikk szerkesztőit annak laptörténete sorolja fel. Ez a jelzés csupán a megfogalmazás eredetét és a szerzői jogokat jelzi, nem szolgál a cikkben szereplő információk forrásmegjelöléseként.